# Knut Sandels
Knut Wilhelm Sandels, född 3 januari 1808 i Stockholm, död 3 november 1860 på sitt boställe Mälby i Västerfärnebo församling, Västmanlands län, var en svensk jurist. Han var son till Benjamin Sandels samt far till Hjalmar och Carl Sandels.

## Biografi
Sandels blev, efter att ha skrivits in som student vid Uppsala universitet, auskultant i Svea hovrätt 14 juni 1827, vice notarie där samma år, kammarjunkare 1829, vice häradshövding samma år, kanslist i nämnda hovrätt 1836, ordinarie notarie där 1842 samt häradshövding i Gamla Norberg, Norrbo, Vagnsbro och Skinnskattebergs domsaga 1843, i Västmanlands norra domsaga 1858.

### Familj
Sandels gifte sig 20 jul 1833 i Stockholm med Carolina Johanna Liebholtz (1806–1889). De fick tillsammans barnen Claes Benjamin Sandels (1834–1853), Oskar Vilhelm Sandels (1835–1836), Torkel Sandels (1836–1837), Ida Vilhelmina Carolina Sandels (1838–1908), Maria Sofia Sandels (1839–1874) som var gift med majoren Johan Oskar Waldau vid Västmanlands regemente, Canutus Julius Sandels (1841–1841), slottsarkitekten Hjalmar Sandels (1843–1910), fotografen Carl Sandels (1845–1919), Ingeborg Sandels (1847–1878) och Alfhild Sandels (född 1848) som var gift med fabrikören Carl August Lönnberg.